# ヤンバルミョウガ
ヤンバルミョウガ( Amischotolype hispida) はツユクサ科の植物の1つ。直立する茎の途中の節から頭状に集まった花を多数つける。

## 特徴
地上の茎が直立する多年生の草本。地下茎は太くて節間に長さ2-3cmの鞘がある。茎の下部は横に這い、節ごとに根を出す。それより先の茎は直立し、背丈は25-90cmになり、節間は2.5-11.5cmほどで、全体に無毛かやや無毛。茎の断面は円形をしている。葉は線状長楕円形で長さ15-25cm、幅は4-6.5cm。先端は緩やかに突き出して尖り、基部は次第に狭まって長さ2.5-3cmの葉鞘に続く。葉鞘には多数の縦脈があり、葉鞘の上部から葉身の基部にかけての縁に淡褐色の長さ2-4mmの毛が密生している。
花期は7-11月。花は茎の中程あたりの葉腋から葉鞘を貫通する形で出て、10-30個ほどが頭状に集まった花序となり、花序には柄がないので、茎の脇に直接に花の塊がくっついた形になる。花色は淡黄緑色から白。外花被片は長さ6-10mm、舟形で背面中央にはっきりした稜があり、先端近くでは稜の褐色の毛があり、また縁沿いに列をなす毛がある。また外花被片は宿在性で花の終了後にも残る。内花被片は倒長楕円状披針形。雄蕊は花被片とほぼ同じ長さで、花糸には立ち上がる形に生える毛がある。蒴果は3稜のある卵形で長さ約6mm、先端は多少凹んでおり、長く粗い毛がある。3室からなり、それぞれに1個、あるいは2個の種子が含まれる。仮種皮は赤く、種子そのものはダンゴムシ状で灰黒色。

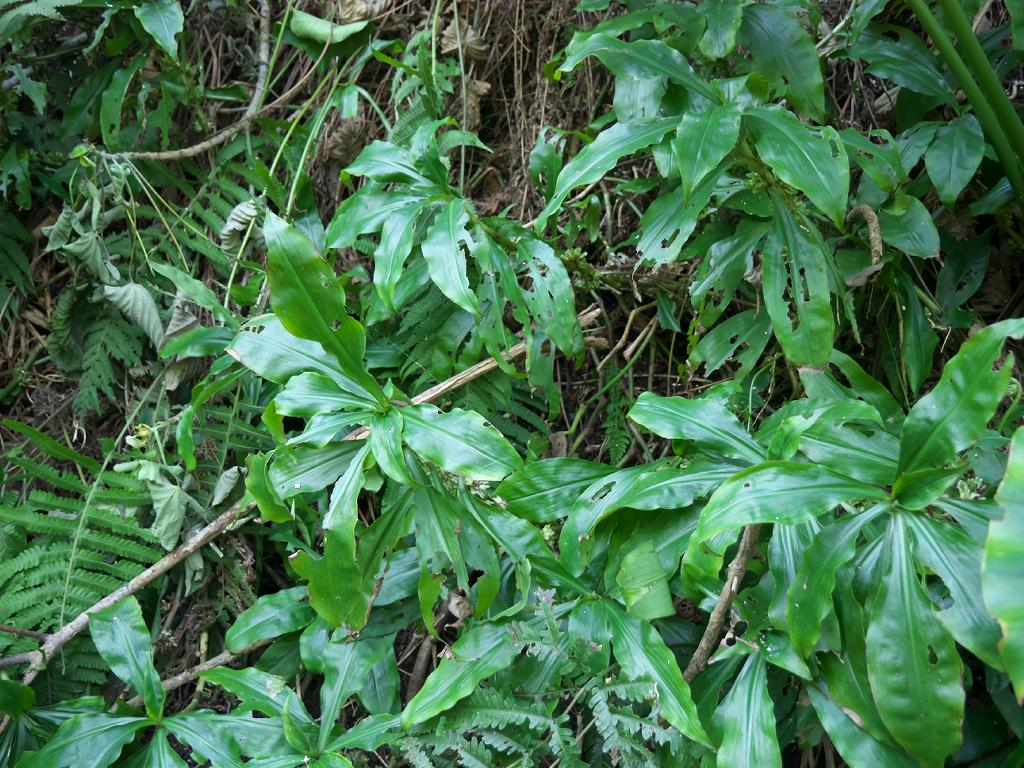
群落
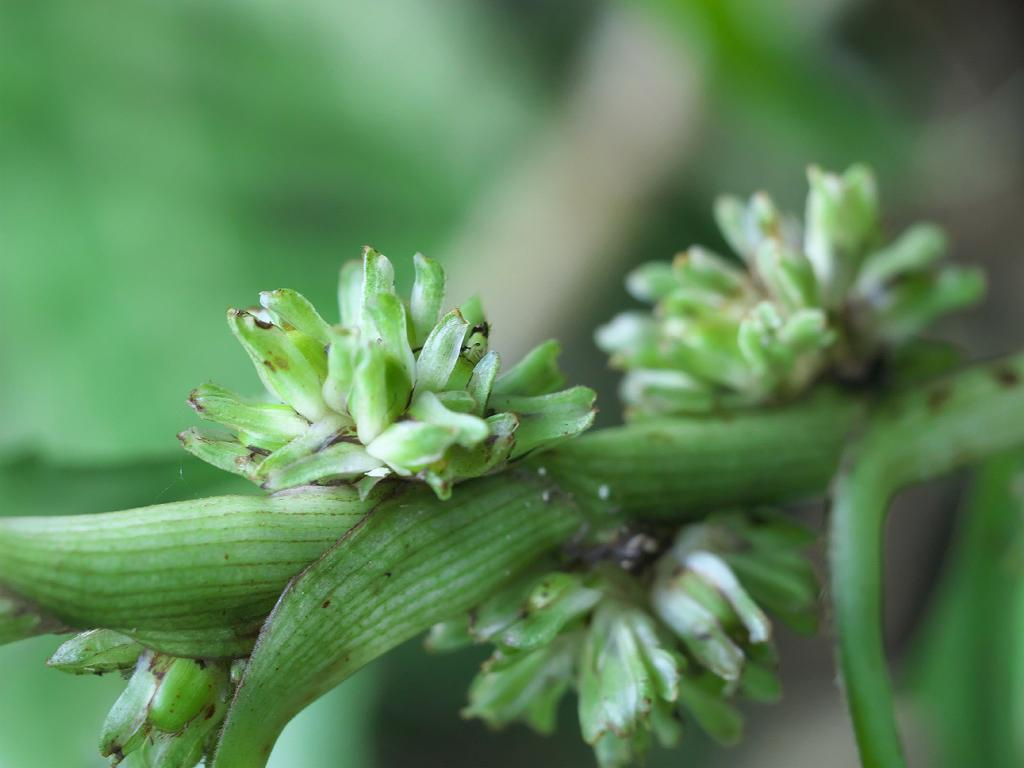
花序
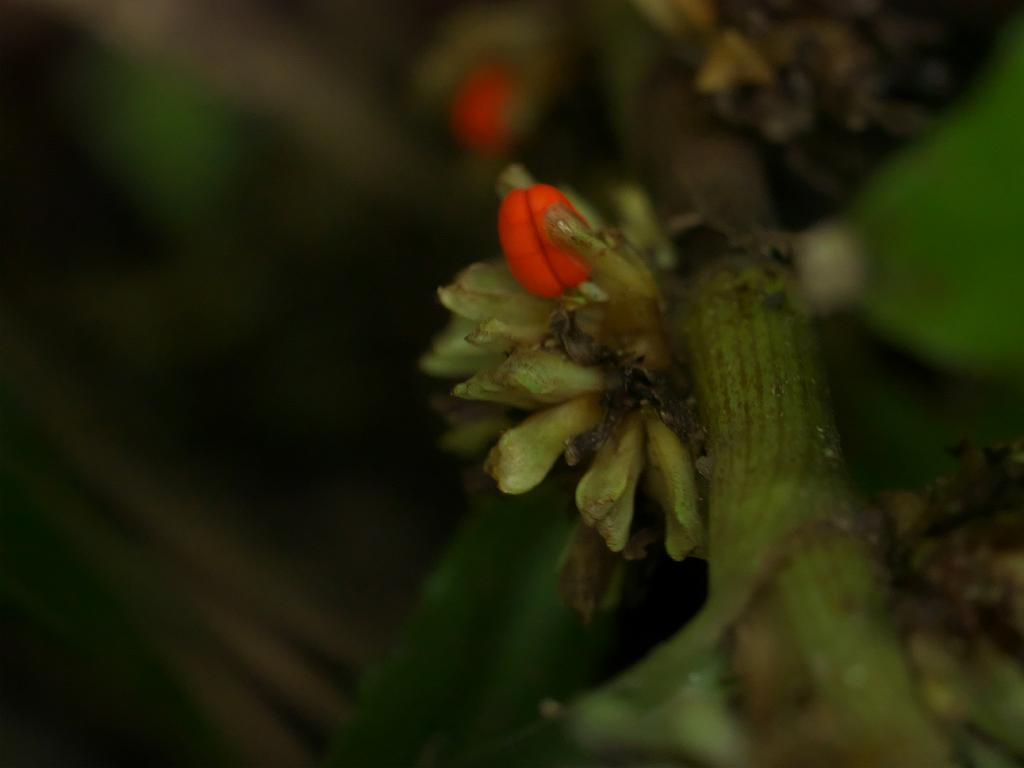
種子

## 分布と生育環境
日本では南西諸島の奄美大島、沖永良部島、沖縄本島と八重山諸島に知られ、国外では台湾、中国南部から東南アジアに分布がある。
山地で樹木の下の、やや湿気のある場所に生える。

## 類似種など
本種の属するヤンバルミョウガ属はアジアとアフリカの熱帯域を中心に20種ほどが知られるが、日本には本種1種のみが分布する。同じツユクサ科であるヤブミョウガ属 Pollia は草姿などが似ているが、この類は花序が茎の先端から出て円錐花序をなすことから見かけが大いに異なる。
なお、類縁はごく遠いが、ラン科のリュウキュウサギソウ Habenaria longitentaculata が茎や葉の様子など、とてもよく似ている。もちろん花があれば間違いようはないが、むしろ花がないと判断に迷う。

## 保護の状況
環境省のレッドデータブックでは指定がないが、鹿児島県では準絶滅危惧に指定されている。おそらくは鹿児島県では分布が限られているものの、沖縄県の山地では比較的普通に見られる。